# Coppa Svizzera 1988-1989
La Coppa Svizzera 1988-1989 è stata la 64ª edizione della manifestazione calcistica. È iniziata il 13 agosto 1988 e si è conclusa il 15 maggio 1989. Questa edizione della coppa vide la vittoria finale del Grasshopper.

## Squadre partecipanti
| Aarau           |
| Bellinzona      |
| Grasshoppers    |
| Losanna         |
| Lucerna         |
| Lugano          |
| Neuchâtel Xamax |
| San Gallo       |
| Servette        |
| Sion            |
| Wettingen       |
| Young Boys      |

| Baden            |
| Basilea          |
| Chiasso          |
| Chur             |
| Emmenbrücke      |
| Glarus           |
| Locarno          |
| Old Boys Basilea |
| Sciaffusa        |
| Winterthur       |
| SC Zugo          |
| Zurigo           |

| Beauregard        |
| Central Friburgo  |
| Châtel-St-Denis   |
| Echallens         |
| Folgore           |
| Friburgo          |
| Fully             |
| Grand-Lancy       |
| Monthey           |
| Raron             |
| Stade Lausanne    |
| Stade Nyonnais    |
| Unistars 77 Aigle |
| Vevey             |

| Berna           |
| Boudry          |
| Breitenbach     |
| Burgdorf        |
| Colombier       |
| Delémont        |
| Köniz           |
| Laufen          |
| Le Locle-Sports |
| Lyss            |
| Moutier         |
| Münsingen       |
| Ostermundigen   |
| Thun            |

| Altdorf       |
| Ascona        |
| Buochs        |
| Klus/Balsthal |
| Kriens        |
| Mendrisio     |
| Muri          |
| Olten         |
| Pratteln      |
| Soletta       |
| Suhr          |
| Tresa         |
| Wohlen        |
| FC Zugo       |

| Altstätten      |
| Brühl           |
| Brüttisellen    |
| Einsiedeln      |
| Frauenfeld      |
| Herisau         |
| Kilchberg       |
| Landquart       |
| Red Star Zurigo |
| Rorschach       |
| Stäfa           |
| Tuggen          |
| Vaduz           |
| Veltheim        |

### 1º Turno Eliminatorio
Partecipano le squadre di Prima, Seconda e Terza Lega.
| Squadra 1           | Risultato | Squadra 2 |
| ------------------- | --------- | --------- |
| 13 e 14 agosto 1988 |           |           |

### 2º Turno Eliminatorio
Entrano in lizza le squadre di Lega Nazionale B.
| Squadra 1           | Risultato | Squadra 2 |
| ------------------- | --------- | --------- |
| 20 e 21 agosto 1988 |           |           |

### Trentaduesimi di Finale
Entrano in lizza le 14 squadre di Lega Nazionale A.
| Squadra 1            | Risultato      | Squadra 2       |
| -------------------- | -------------- | --------------- |
| 3 settembre 1988     |                |                 |
| Basilea              | 4 - 1          | Young Boys      |
| Bienne               | 0 - 1          | Étoile Carouge  |
| Brugg                | 3 - 2(d.t.s.)  | Langenthal      |
| Buochs               | 0 - 1(d.t.s.)  | Bellinzona      |
| Delémont             | 2 - 1          | Montreux-Sports |
| Friburgo             | 0 - 6          | Servette        |
| Grand-Lancy          | 0 - 2          | Sion            |
| Locarno              | 0 - 2          | Lugano          |
| Lyss                 | 1 - 2          | Wettingen       |
| Malley               | 2 - 0          | Chênois         |
| Morobbia             | 2 - 3          | Mendrisio       |
| Old Boys Basilea     | 1 - 2(d.t.s.)  | Aarau           |
| Raron                | 0 - 2          | Losanna         |
| Red Star Zurigo      | 0 - 6          | Grasshoppers    |
| Renens               | 1 - 5          | Neuchâtel Xamax |
| Savièse              | 2 - 4          | Yverdon         |
| Thun                 | 3 - 1          | Suhr            |
| Tuggen               | 1 - 2          | Lucerna         |
| Zurigo               | 1 - 2          | San Gallo       |
| 4 settembre 1988     |                |                 |
| Altstätten           | 1 - 4          | Winterthur      |
| Altdorf              | 1 - 3          | Olten           |
| Bex                  | 2 - 5          | Beauregard      |
| Bülach               | 1 - 1(2-4 dcr) | Amriswil        |
| Châtel-St-Denis      | 0 - 2          | Bulle           |
| Colombier            | 2 - 4          | Stade Lausanne  |
| Frauenfeld           | 1 - 2          | Sciaffusa       |
| Laufen               | 1 - 4          | Soletta         |
| Lerchenfeld          | 1 - 4          | Baden           |
| Portalban/Gletterens | 0 - 6          | Grenchen        |
| Töss                 | 1 - 0          | Chur            |
| Vaduz                | 1 - 3          | Glarus          |
| SC Zugo              | 4 - 1          | Emmenbrücke     |

### Sedicesimi di Finale
| Squadra 1        | Risultato     | Squadra 2       |
| ---------------- | ------------- | --------------- |
| 12 novembre 1988 |               |                 |
| Delémont         | 1 - 0         | Étoile Carouge  |
| Malley           | 2 - 1(d.t.s.) | Bulle           |
| Servette         | 0 - 2         | Neuchâtel Xamax |
| Soletta          | 0 - 1         | Grenchen        |
| 13 novembre 1988 |               |                 |
| Amriswil         | 0 - 4         | Bellinzona      |
| Beauregard       | 0 - 9         | Sion            |
| Brugg            | 0 - 4         | Olten           |
| Glarus           | 0 - 2         | Sciaffusa       |
| Grasshoppers     | 2 - 1         | San Gallo       |
| Lugano           | 2 - 1         | Wettingen       |
| Mendrisio        | 0 - 2(d.t.s.) | Winterthur      |
| Stade Lausanne   | 0 - 5         | Losanna         |
| Thun             | 2 - 6         | Baden           |
| Töss             | 0 - 1         | Basilea         |
| Yverdon          | 2 - 4(d.t.s.) | Aarau           |
| SC Zugo          | 0 - 2         | Lucerna         |

### Ottavi di Finale
| Squadra 1     | Risultato      | Squadra 2       |
| ------------- | -------------- | --------------- |
| 11 marzo 1989 |                |                 |
| Aarau         | 1 - 1(4-3 dcr) | Grenchen        |
| 12 marzo 1989 |                |                 |
| Baden         | 2 - 3          | Lugano          |
| Bellinzona    | 2 - 0          | Neuchâtel Xamax |
| Delémont      | 0 - 3          | Sciaffusa       |
| Losanna       | 3 - 0          | Malley          |
| Lucerna       | 2 - 3          | Grasshoppers    |
| Olten         | 1 - 2          | Basilea         |
| Sion          | 2 - 1          | Winterthur      |

### Quarti di Finale
| Squadra 1      | Risultato     | Squadra 2    |
| -------------- | ------------- | ------------ |
| 12 aprile 1989 |               |              |
| Basilea        | 0 - 2         | Aarau        |
| Losanna        | 1 - 2(d.t.s.) | Grasshoppers |
| Lugano         | 2 - 0         | Bellinzona   |
| Sciaffusa      | 0 - 1         | Sion         |

### Semifinali
| Squadra 1      | Risultato      | Squadra 2    |
| -------------- | -------------- | ------------ |
| 18 aprile 1989 |                |              |
| Aarau          | 3 - 2          | Lugano       |
| Sion           | 0 - 0(3-4 dcr) | Grasshoppers |

### Finale
| Arbitro: | Serge Muhmenthaler (Granges) |

| |            | |
| Halter 9’, 50’                                                                                      | Marcatori  | 59’ van der Gijp |
| Brunner Koller Stiel Egli In-Albon Gren Bickel (69' Wyss) Andermatt Sutter Halter (88' César) Rufer | Formazioni | Böckli Rolf Osterwalder Rossi Tschuppert Kilian (83' Barth) van der Gijp Herberth Sforza Kühni Matthey (69' Lunde) Knup |
| Hitzfeld                                                                                            | Allenatori | Frank |